# Doridunculus
Doridunculus G.O. Sars, 1878 è un genere di molluschi nudibranchi della famiglia Akiodorididae.

## Tassonomia
Il genere comprende tre specie:
- Doridunculus echinulatus G.O. Sars, 1878
- Doridunculus punkus Moles, Wägele, Uhl & Avila, 2017
- Doridunculus unicus Matynov & Roginskaya, 2005

### Sinonimi
- Doridunculus pentabranchus Odhner, 1907 = Doridunculus echinulatus G.O. Sars, 1878[1]